# Caille
Caille là một xã ở tỉnh Alpes-Maritimes, vùng Provence-Alpes-Côte d'Azur ở đông nam nước Pháp.

## Dân số

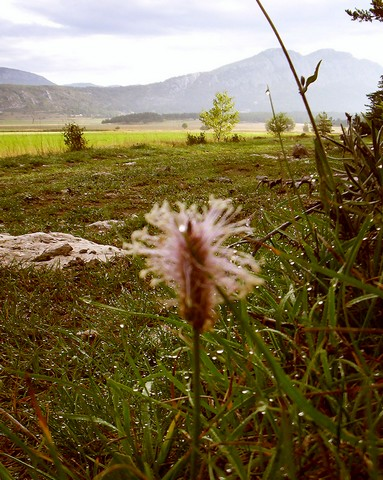
La plaine de Caille